# Бивер (острво)
Бивер (енгл. Beaver Island) је острво САД које припада савезној држави Мичиген. Површина острва износи 144 km². Према попису из 2000. на острву је живело 551 становника.